# Cephalaeschna klapperichi
Cephalaeschna klapperichi – gatunek ważki z rodziny żagnicowatych (Aeshnidae).